# Due note
Due note è il terzo album in studio della cantante italiana Mina, pubblicato dall'etichetta Italdisc il 18 settembre del 1961.

## Storia
Anche questo terzo album sarebbe di fatto una compilation raccogliendo brani già editi su 45 giri ed extended play, eccetto l'unico inedito Le cinque della sera.
Come consuetudine, questo viene considerato un album in studio e non una compilation, come tra l'altro indicato anche nella discografia presente nel suo sito ufficiale.
Venne pubblicato su CD nel 1992 dalla Raro! Records (526 878-2), che lo include insieme ai due album precedenti Tintarella di luna e Il cielo in una stanza anche in un cofanetto a edizione limitata (74321-10026-2), aggiungendo le riproduzioni delle copertine originali dei tre dischi in vinile. Trattandosi di canzoni provenienti da singoli, tranne Le cinque della sera, sono state rimasterizzate in ordine cronologico, nei 6 CD dell'antologia in due volumi intitolata Ritratto: I singoli, pubblicata dalla Carosello Records nel 2010. Piano e Gloria si trovano nel primo volume, gli altri brani nel secondo.

## Brani
4 sono le cover: 'Na sera 'e maggio e Come sinfonia, da artisti italiani, e Gloria e Non voglio cioccolata, da artisti stranieri. Tranne i brani Le mille bolle blu e Io amo tu ami, presentate al Festival di Sanremo 1961, in cui l'orchestra è diretta da Bruno Canfora, Mina è sempre accompagnata dall'orchestra del maestro Tony De Vita, che firma tutti gli arrangiamenti.
Le cinque della sera è l'unico inedito del disco, mai pubblicato su singolo o EP, è stato inciso lo stesso anno anche da Milva. La versione rimasterizzata su CD è disponibile solo nella raccolta Mina... e le altre del 2011.

## Tracce
Lato A
1. Due note – 3:34 (testo: Antonio Amurri, Bruno Canfora, Raffaele Sposito "Faele" – musica: Bruno Canfora; edizioni musicali Ariston)
2. Confidenziale – 2:42 (testo: Vito Pallavicini – musica: Pino Massara; edizioni musicali Ariston)
3. 'Na sera 'e maggio – 3:17 (testo: Gigi Pisano – musica: Giuseppe Cioffi; edizioni musicali La Canzonetta)
4. Come sinfonia – 2:37 (Pino Donaggio; edizioni musicali Accordo)
5. Piano – 3:03 (testo: Giorgio Calabrese – musica: Tony De Vita; edizioni musicali Curci)
6. Le mille bolle blu – 3:52 (testo: Vito Pallavicini – musica: Carlo Alberto Rossi; edizioni musicali Carlo Alberto Rossi/Ariston)

Lato B
1. La fine del mondo – 2:42 (testo: Fiorenzo Fiorentini – musica: Enrico Polito; edizioni musicali Curci)
2. Gloria – 2:16 (testo: Misselvia – musica: Leon René, Misselvia; edizioni musicali Francis Day)
3. Le cinque della sera – 3:20 (testo: Vito Pallavicini – musica: Carlo Alberto Rossi, Enzo Bonagura; edizioni musicali Carlo Alberto Rossi/Ariston)
4. Non voglio cioccolata (Percolator) – 1:50 (testo: Mario Panzeri – musica: Jack Morrow; edizioni musicali Peter Maurice)
5. Io amo tu ami – 3:23 (testo: Enzo Bonagura – musica: Gino Redi; edizioni musicali Radiofilmusica)
6. Prendi una matita – 2:23 (testo: Mogol – musica: Pino Massara; edizioni musicali Ariston)

## Classifiche
Come i primi due album, anche Due note debutta direttamente in Top 10, al 7º posto il 14 ottobre 1961. Due settimane dopo raggiunge il picco massimo al 4º posto, diventando il primo album che non raggiunge la Top 3. L'album totalizza 16 settimane in Top 10 e la abbandona definitivamente il 17 febbraio 1962.
| Classifica (1961) | Posizione massima |
| ----------------- | ----------------- |
| Italia            | 4                 |